# Marta Kaczyńska

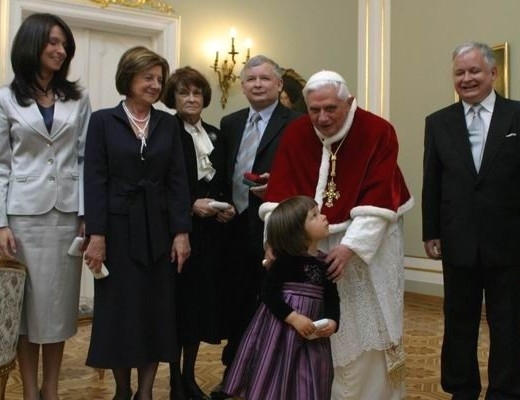
Marta Kaczyńska (z lewej) z rodzicami Lechem (po prawej) i Marią (obok niej), wujkiem Jarosławem i babcią Jadwigą oraz córką Ewą (pośrodku) na audiencji u Benedykta XVI (2006)

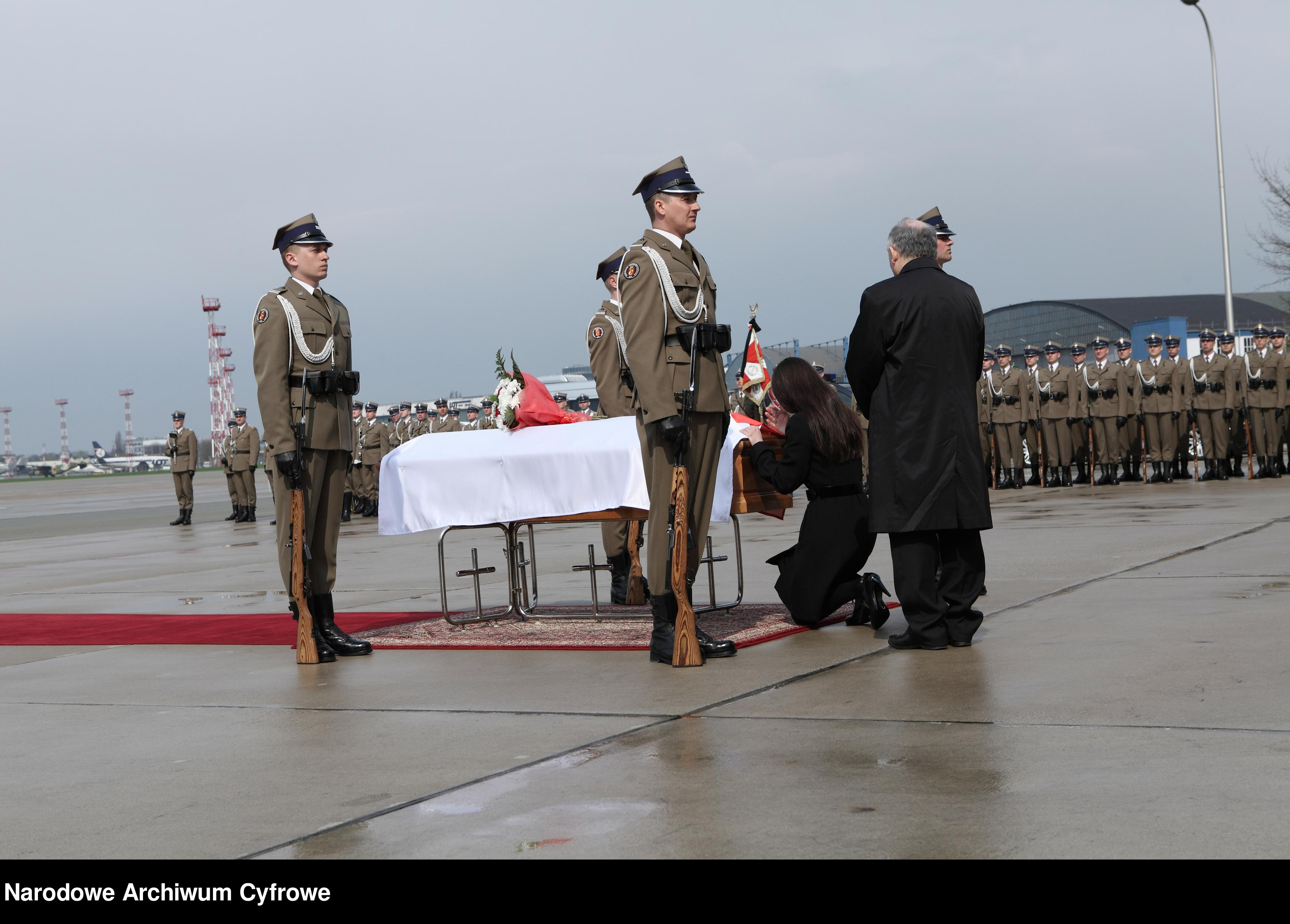
Marta Kaczyńska klęczy przed trumną Marii Kaczyńskiej, obok Jarosław Kaczyński, Warszawa, 13 kwietnia 2010

Marta Maria Kaczyńska-Zielińska z domu Kaczyńska, primo voto  Smuniewska, secundo voto Dubieniecka (ur. 22 czerwca 1980) – polska prawniczka, adwokatka, od 2014 felietonistka tygodnika „Sieci”.

## Życiorys
W dzieciństwie uczęszczała na lekcje baletu. Ukończyła studia na Wydziale Prawa Uniwersytetu Gdańskiego; zdała egzamin aplikancki i zdobyła prawo do wykonywania zawodu adwokata. Prowadzi własną kancelarię adwokacką w Gdyni.
Jest bohaterką filmu dokumentalnego Marii Dłużewskiej pt. Córka z 2011. Wystąpiła także w filmach dokumentalnych Gorycz i chwała Ewy Świecińskiej z 2010, Lista pasażerów Ewy Stankiewicz z 2011 i Lider Jana Pospieszalskiego z 2011 (o Jarosławie Kaczyńskim). W filmie Dama Marii Dłużewskiej z 2015 (o Marii Kaczyńskiej) występująca w nim Marta Kaczyńska-Zielińska czyta dodatkowo fragmenty z pamiętnika swojej mamy.
W 2014 ukazała się jej książka Moi rodzice, której współautorką jest Dorota Łosiewicz.
Od 2014 zajmuje się pisaniem felietonów do tygodnika „Sieci”, w których porusza między innymi kwestie etyczno-moralno-społeczne.
Weszła w skład komitetu wspierającego kandydaturę Karola Nawrockiego na prezydenta RP w wyborach w 2025.

## Życie prywatne
Jest córką Lecha Kaczyńskiego, prezydenta RP w latach 2005–2010 i Marii Kaczyńskiej, oraz bratanicą Jarosława Kaczyńskiego, prezesa partii Prawo i Sprawiedliwość, Prezesa Rady Ministrów w latach 2006–2007 oraz Wiceprezesa Rady Ministrów w latach 2020–2022 i w 2023, a także wnuczką Jadwigi i Rajmunda Kaczyńskich.
Zawarła trzy związki małżeńskie. Jej pierwszym mężem był Piotr Smuniewski (w latach 2003–2007), drugim Marcin Dubieniecki (w latach 2007–2016), a 28 lipca 2018 wzięła ślub z przedsiębiorcą Piotrem Zielińskim.  
Urodziła dwie córki: Ewę (ur. 2003) i Martynę Dubienieckie (ur. 2007), których ojcem jest jej drugi mąż, Marcin Dubieniecki (w 2007 Marta Kaczyńska wystąpiła do sądu z wnioskiem o zaprzeczenie ojcostwa Piotra Smuniewskiego).
W 2017 stwierdzono nieważność ślubu kościelnego z pierwszym mężem Piotrem Smuniewskim (z drugim mężem pozostawała w związku cywilnym). W 2018 urodziła syna Stanisława Lecha.